# ネトラレ、純愛。
『ネトラレ、純愛。』（ねとられ、じゅんあい。）は、堂ノ本敬太監督による日本映画である。2024年12月3日公開。
2024年11月開始の『OP PICTURES＋フェス2024』内で公開される作品の一つ。同年12月6日に舞台挨拶が行われた。

## 概略
監督の堂ノ本敬太によれば、もともとの企画は2人ともネトラレ性癖の持ち主で、恋愛がうまくいかず、やがて年に一度ネトラレ相手として会うというロマンチックな設定だったが、これだと2人が会うシーンがあまりにも少ないと企画直しを受け、同棲シーンを増やし辻褄を合わせていったとのこと。劇中交換の「ネトラレ」表現が「スワッピング」との指摘もあるが、これは企画段階と、辻妻合わせの名残である。後半の堂ノ本が双極性障害と診断された時期とも重なり、結果的バタバタしたコメディ要素の強い作品となったが、堂ノ本は「この映画は、本当に馬鹿馬鹿しい映画で、ともすれば、どうでもいい映画。私自身もそう思う。けれど私は、これまでも一貫して描いてきている。それでしか生きられない人たちの、どうしようもない生き様。私がそうだから、それしか描けないのだろう。背伸びはしない。これからも、そういう人間を描いていく」と述懐しており、「映画の終盤、『好きでいいじゃないか、好きなものを隠す必要なんてないんだ』というセリフがある。私は、これを観客へというよりは、自分へのセリフとして書いた。」と自分への励ましを込めた作品にもなったという。企画プロットは堂ノ本。初稿を紀埜武二。最終決定稿は堂ノ本が担当している。
2025年5月2日より、『ダブルネトラレ 〜男2 × 女2の夢と現実〜』のタイトルで成人映画（R18+）版が公開された。

## あらすじ
童貞でマザコンでドのつく真面目な青年・ケンは、母親の熱心な勧めから怪しい恋愛塾へ通うことになり、そこで教わった魔法の言葉を駆使して、ついに初めての恋人ができるかと思われた。しかし初めて男女の関係を迎えようとしたその時、恋人のチカはネトラレ性癖の持ち主であることを告白される。やがて性癖を満たすためのネトラレパートナーと男2・女2の共同生活をすることになり、ラブミー賞なる謎の授賞式など奇想天外な出来事が主人公を成長させていく。

## 登場人物
チカ
演 - 栗山莉緒
ケンと偶然出会う「運命の人」。ネトラレ性癖の持ち主。
ケン
演 - クレゴン太
恋愛経験足のマザコン会社員。
アカリ
演 - 新井リマ
ネトラレ好きギャル（おもにネトリ側）。ユウヤの元カノにして相棒。
レイ
演 - 松岡すず
謎深き女性。
ユウヤ
演 - 川又シュウキ
ネトラレ愛好家。ネトラレ界隈ではネトラレパートナーと呼ばれる。しかし実際は性癖ではなく、アカリとの関係を保ちたくて、愛好家を装っていた。
塾長
演 - 中岡さんたろう
恋愛塾の熱血講師。ケンらに魔法のことばを伝授する。
ママ
演 - 近藤郁
ケンを優しく手厚く育てる実母。恋愛塾にもケンと一緒に通う。
受賞者
演 - 生田みく

不動産屋
演 - 圓石さやか

彼氏
演 - 重田拓真

上司
演 - モリマサ
ケンの上司

## スタッフ
- 監督：堂ノ本敬太[7]
- 脚本：紀埜武二 堂ノ本敬太
- 企画：紀埜武二 堂ノ本敬太
- 撮影：田宮健彦
- 照明：田宮健彦
- 撮影助手：宮原かおり
- 録音：竹内勝一郎
- 整音：織戸衣良
- ヘアメイク：タブモトトヨコ
- 編集：古川桂一
- 制作：中岡さんたろう
- 演出・制作応援：伊能佑有也 畑中惟吹 森雅晴
- スチール：高畑琳
- 仕上げ：東映ラボ・テック
- 提供・配給：オーピー映画